# Journal of Current Southeast Asian Affairs
Journal of Current Southeast Asian Affairs ist eine wissenschaftliche Fachzeitschrift zu politischen, wirtschaftlichen und sozialen Entwicklungen in den Ländern Brunei, Indonesien, Kambodscha, Laos, Malaysia, Myanmar, Osttimor, den Philippinen, Singapur, Thailand und Vietnam. Das Journal of Current Southeast Asian Affairs ist die  Nachfolgezeitschrift der seit 1982 erschienenen Südostasien aktuell.

## Herausgeber
Herausgeber des Journal of Current Southeast Asian Affairs ist das GIGA Institute for Asian Studies (GIGA Institut für Asien Studien – IAS) in Hamburg. Die viermal im Jahr erscheinende Zeitschrift ist Teil der GIGA Journal Family des German Institute for Global and Area Studies (Hamburg). Die Redaktion wird von Marco Bünte und Andreas Ufen geleitet.
Die GIGA Journal Family wird von der Deutschen Forschungsgemeinschaft (DFG) als Open-Access-Pilotprojekt gefördert. Im Rahmen des Projektes wurden zu Beginn des Jahres 2009 mehrere etablierte sozialwissenschaftliche Fachzeitschriften, darunter auch das Journal of Current Southeast Affairs, in Open Access Journals überführt und sind damit zusätzlich zur Printversion weltweit online verfügbar. Seit 2019 wird die Printversion der Zeitschrift bei SAGE herausgegeben. 

## Konzept
Journal of Current Southeast Asian Affairs bietet fundierte Studien und Berichte zu den aktuellen Entwicklungen in den Ländern Südostasiens sowie Informationen über die Regionalorganisation ASEAN und deren Verhältnis zu den Großmächten der Region. Wichtige Ereignisse und Zusammenhänge werden zudem in eingehenden Hintergrundanalysen kommentiert, um den Überblick über die Region zu vervollständigen.
Die wissenschaftlichen Aufsätze werden vor ihrer Veröffentlichung einem doppelt anonymisierten Begutachtungsverfahren (Peer-Review) unterzogen, um die Qualität der Beiträge zu sichern.
Die Zeitschrift wendet sich an Fachleute, die sich in Wissenschaft und Politik, in Wirtschaft, Verwaltung und Medien mit den Ländern Südostasiens befassen.